# Hana Zagorová
Hana Zagorová (Petřkovice, 6 de setembre, 1946 – Praga, 26 d'agost, 2022) va ser una cantant, compositora, actriu i presentadora txeca. Va ser una de les cantants txeques més famoses. Durant la seva carrera com a cantant, va esdevenir la segona guanyadora del premi Nightingale d'Or amb més èxit en la categoria de cantant femenina de la història, guanyant nou Nightingales seguits del 1977 al 1985. Ha cantat més de 900 cançons i és la posseïdora de molts discos de platí i or. Ha rebut molts premis i reconeixements per la seva música i el seu cant, i el 2014 va rebre un disc de diamant de Supraphon per vendre 10.120.000 àlbums, convertint-se en la cantant nacional més venuda de tots els temps. El mateix any, va ser inclosa al Saló de la Fama dels Premis de Música Anděl. Va ser classificada regularment entre les deu cantants més populars del Golden Nightingale al llarg dels seus gairebé seixanta anys de carrera. Va fer concerts a gairebé tota Europa, Amèrica Central i del Nord i Àsia Central.

## Vida privada
Hana Zagorová va néixer i es va criar a la regió d'Ostrava. El seu pare, Josef Zagora (1915–1989), era enginyer civil, i la seva mare, Edeltruda, de soltera Boczianowska (1918–1988), era mestra. Tenia una germana gran, Evelyn, que es va casar amb Bečvaříková. Va començar a aprendre piano als sis anys, va rebre un diploma escolar als nou anys per un recull de poemes i va escriure una obra de teatre als onze anys. Es va graduar el 1964.
El primer marit d'Hana Zagorová va ser el ballarí i mestre de ballet Vlastimil Harapes de 1986 a 1992. Després de divorciar-se de Harapes, es va casar amb el tenor d'òpera eslovac Štefan Margita el 6 de juny de 1992. Des de jove va patir un trastorn sanguini, hemoglobinúria paroxística nocturna. Per aquest motiu, els metges li van aconsellar que no tingués fills i, per tant, va considerar l'adopció.
El 2020, va patir un cas greu de COVID-19, que va debilitar la seva salut. Va morir el 26 d'agost de 2022 a l'Institut d'Hematologia i Transfusió de Sang de Praga. L'estat de salut de la cantant va començar a deteriorar-se a causa de la síndrome post-Covid. Un any després de la seva mort, es va anunciar que Zagorová havia patit un ictus.

## Carrera professional
Hana Zagorová, va tenir una gran i llarga carrera professional que podeu consultar al seu arxiu de loa Viquipèdia txeca.